# Malvern College
Il Malvern College è una scuola privata situata nella cittadina di Malvern, nel Worcestershire, in Inghilterra. 

## Alunni
- Charles Bambridge, calciatore britannico
- Doctor Greenwood, calciatore britannico
- John Emile Clavering Hankin, drammaturgo e saggista britannico
- Aleister Crowley, esoterista britannico
- Digvijaysinhji Ranjitsinhji, maragià di Nawanagar
- C. S. Lewis, scrittore britannico
- Brian Aherne, attore britannico
- James Meade, economista britannico
- Andrew Cohen, diplomatico britannico
- Denholm Elliott, attore britannico
- Najib Razak, politico malese
- Diran Adebayo, scrittore britannico di origine nigeriana
- Giuseppe Venceslao del Liechtenstein, principe liechtensteinese
- Maria Carolina del Liechtenstein, principessa liechtensteinese
- Giorgio Antonio del Liechtenstein, principe liechtensteinese
- Nicola Sebastiano del Liechtenstein, principe liechtensteinese